# Lockheed X-7
Die Lockheed X-7 (Werksbezeichnung L-171) war ein unbemanntes Testflugzeug für Staustrahltriebwerke und Flugtechnologie. Es wurde unter der Tragfläche von einem Bomber des Typs B-29 oder unter dem Rumpf einer B-50 in eine Höhe von etwa 10.000 m getragen und dort ausgeklinkt. Erprobt wurden hauptsächlich zwei verschiedene Modelle von Staustrahltriebwerken: das Wright Aeronautical XRJ-47 und das Marquardt RJ43.

## Flüge
Eine oder zwei Startraketen zündeten nach dem Abwurf und beschleunigten die X-7 für fünf Sekunden bis auf eine Geschwindigkeit von 1.625 km/h. Die Startrakete wurde dann abgeworfen, und das Staustrahltriebwerk übernahm von diesem Punkt an den Antrieb. Die X-7 landete schließlich an einem Fallschirm. Die X-7 erreichte eine Höchstgeschwindigkeit von Mach 4,31 und stellte damals den Rekord als schnellstes Flugzeug auf, das Luftsauerstoff zur Verbrennung seines Treibstoffes nutzte. Von April 1951 bis Juli 1960 wurden insgesamt 130 Flüge durchgeführt.

## Technik
Die erste Version – X-7A-1 – verwendete als Startrakete ein großes Feststoffraketentriebwerk, das hinten in Verlängerung des Rumpfs angebracht war. Weil der Feststoff-Booster selbst große Flossen besaß, musste die X-7 für den Start unter einer Tragfläche des Trägerflugzeugs angehängt werden. Die späteren X-7A-3 und XQ-5 besaßen jeweils zwei kleinere Feststoff-Booster, die unter den Tragflächen der unbemannten Testflugzeuge – links und rechts vom Rumpf – angebracht waren. Die neue Booster-Anordnung ermöglichte es, die Drohne halb versenkt unter dem Rumpf des B-50-Trägerflugzeugs zu befestigen. Die eine große Startrakete der X-7A-1 war der Booster Alleghany Ballistics Lab. X202-C3 (4DW105000). Die zwei kleineren Startraketen der X-7A-3/XQ-5 waren die Booster Thiokol XM45 (5KS50000).
Ungewöhnlich für ein unbemanntes Testflugzeug war die Methode der „Landung“. Die Drohne ging in einen senkrechten Sinkflug über und ein mehrstufiges Fallschirmsystem bremste dann den Fall ab. Die Spitze der Drohne bestand aus einem langen Stab, der beim Aufprall in den Boden eindrang. So rammte sich das Fluggerät mit der Nase voran in den Wüstenboden und blieb senkrecht wie ein Pfahl stecken, bis es dann eingesammelt wurde.

## Entwicklungsziel
Neben der Erprobung von Staustrahltriebwerken bestand ein Zweck des X-7-Programms darin, eine Zieldarstellungsdrohne zu entwickeln, mit der man dann die Flugabwehrraketen Nike Ajax, Nike Hercules und Bomarc testen können würde. Die United States Air Force verwendete für diesen Zweck eine relativ unveränderte Version der X-7A-3 und bezeichnete sie als XQ-5 Kingfisher. Das Kingfisher-Programm wurde nach kurzer Zeit an die United States Army übertragen, welche die Bezeichnung XQ-5 nicht verwendete. Im Juni 1963 wurde die XQ-5 schließlich in AQM-60A umbenannt. Die Bezeichnung Kingfisher wurde beibehalten.